# Cavok (Software)
Cavok (Eigenschreibweise: Cavok) ist eine Digital-Asset-Management-Software, die seit 2012 von der Darmstädter Peak-14 GmbH entwickelt wird.

## Anwendungsgebiete
DAM befasst sich mit der Verwaltung von Inhalten und Daten allgemein. Unterschiedliche Benutzer im Unternehmen sollen möglichst einfach mit den digitalen Medien umgehen können, sie also schnell finden, abrufen und verwenden, wiederverwendbar ablegen und speichern können. Das DAM Cavok wird vor allem in Werbe- und Marketingabteilungen von Unternehmen, in Werbeagenturen, Druckvorstufenbetrieben und Verlagen eingesetzt um:
1. Mediendateien (Bilder, Grafiken, Logos, Videos, Texte, Präsentationen, Layouts, Videos, Audiodateien) zentral zu erfassen, zu produzieren und zu verwalten;
2. Metadaten zu vergeben, Dateien über Metadaten, Textinhalt und Bildähnlichkeit zu suchen;
3. Korrektur-Workflows zwischen Kunde und Firma zu organisieren, z. B. zwischen Marketingabteilung und Werbeagentur;
4. als Webservice Medien anderen Systemen (Webshop, Website, ERP-System) über Links zur Verfügung zu stellen.

## Beschreibung
Einer Umfrage von Research In Action zufolge liegt Cavok im deutschsprachigen Raum unter den ersten zehn. Das System unterscheidet sich gegenüber früheren DAM-Systemen durch seine eigenständige serviceorientierte Architektur als Webservice und durch die Trennung des Systemkerns von der Schicht für Integration und Anpassungen.
Das System kann über eine SOAP- und REST-API angesteuert und mittels Skriptsprachen wie PHP oder JavaScript erweitert werden. Dies dient der einfacheren Automatisierung und Verknüpfung mit anderen System.
Um bei Updates die Auswirkungen auf die bei DAM-Projekten häufigen kundenspezifischen Anpassungen zu begrenzen, sind diese vom Kern des Systems getrennt. Die Anpassungen werden als Scripts in einer separaten Script-Entwicklungsebene erstellt. Dadurch soll sich bei Updates die Stabilität des Gesamtsystems nicht verändern, und Änderungen an den Anpassungen sollen so vermieden werden.
Der Applikationsserver (Webservice) läuft unter den Betriebssystemen Linux und macOS. Als Fileserver kommen Linux und macOS sowie Windows-Server und der bei Medienunternehmen verbreitete Helios Universal File Server zum Einsatz. Das System kann über mehrere Server und Standorte hinweg skaliert und virtualisiert werden. Als Datenbank werden MySQL oder MariaDB unterstützt. Die Software wird auf einem Webserver installiert und mit einem Webbrowser ohne weitere Plugins benutzt. Die Weboberfläche ist browserunabhängig und unterstützt u. a. Chrome, Firefox, Safari. Apps für Mobilgeräte sind nicht vorhanden, die Bedienung auf Smartphones und Tablet erfolgt ebenfalls per Browser.
Oberfläche und Administration sind mehrsprachig. Das Metadatenmodell erlaubt das Anlegen und Verknüpfen von Begriffen in mehreren Sprachen, um Verschlagwortung und Recherche sprachübergreifend zu vereinfachen.
Der Hersteller bietet nach einem Concurrent-User-Lizenzmodell die Installation auf der Hardware des Kunden (On Premises), kommerzielles Hosting (SaaS als Private Cloud), Support und Zusatzentwicklungen für die Software an.

## Funktionen
- Die grafische Benutzeroberfläche ist webbasiert und kann der Corporate Identity von Firmenkunden angepasst werden, z. B. im Rahmen der Mandantenfähigkeit
- Verwaltung und Workflowsteuerung für ca. 400 Bild-, Grafik-, Audio- und Videoformate sowie für die Adobe Creative Suite[1], Microsoft Office, OpenOffice, LibreOffice, PDF und weitere
- Konvertierung u. a. von Bild-, Audio- und Videoformaten sowie PDFs mit Color Management
- Integriertes Audio- und Video-Streaming
- Ähnlichkeits- und Dublettensuche basierend auf Bildinhaltserkennung
- Rechte- und Rollensystem mit adaptiver, kontextabhängiger Steuerung
- Administration per Webbrowser
- Filterung von Ansichten nach Dateieigenschaften und Metadaten
- Integrierte Notizfunktion für Retusche- und Bearbeitungsanweisungen
- Integrierter Chat
- Metadatenmodell mit eigenen, kundenspezifischen Metadaten und traditionellen Standards wie Exif-, IPTC- und XMP
- Automatischer GPS-Tag-Import, Anbindung an OpenStreetMap
- Gleichzeitiger Upload mehrerer Dateien und Vergabe von Metadaten beim Upload
- Erweiterbar durch Scripts[2]
- Schnittstelle zum Katalogproduktionssystem easyCatalog[3]
- Schnittstelle zum Archivierungssystem Archiware Archive P5
- Anbindung an Logging-Server zum Reporting[4]
- Anbindung an das Redaktionssystem OneRedact[5]
- Verwendung als Brand Portal/Presseportal[6]

## Große cavok-Projekte
cavok wird von ca. 150 Unternehmen in Deutschland, Österreich, der Schweiz, Spanien und Malaysia eingesetzt, unter anderem von Deutsche Zentrale für Tourismus, Deutsche Hospitality, Sebapharma, R-Biopharm, Dehner, Grube KG Forstgerätestelle, Enjo, Digel, Herth+Buss Fahrzeugteile, Metagate, Premedia, McCann, Bilderstürmer, Burki Scherer AG, Calitho SA, Fundacion March, Eberle, Meuch, Lingner Marketing, Messe Stuttgart